# Stela Cheptea
Pentru alte persoane având același prenume, a se vedea pagina Stela.
Stela Cheptea (n. 21 decembrie 1942, Suceava) este un istoric român, specialist în arheologie medievală. Timp de peste 40 ani a desfășurat o activitate de cercetător științific, iar în prezent este director al Centrului de Istorie și Civilizație Europeană al Academiei Române – Filiala Iași. În decursul activității sale a obținut o serie de premii, iar două lucrări publicate de ea au fost premiate de Academia Română (1984 și 1994). 

## Studii și activitate profesională
A absolvit Liceul „Ștefan cel Mare” din Suceava (1960), urmând apoi cursurile Facultății de Istorie-Filosofie din cadrul Universității „Al. I. Cuza” din Iași (1960-1965). A obținut în 1999 titlul de doctor în istorie, conferit de Institutul de Științe Socio-Umane din Sibiu, după susținerea tezei Orașul Hârlău până în secolul al XVII-lea. Elemente de cultură urbană.
După absolvirea facultății, a fost lucrat ca muzeograf la Muzeul de Istorie a Moldovei (1966-1970). Începând din 1970 a lucrat pe postul de cercetător științific la Institutul de Istorie și Arheologie „A. D. Xenopol” din cadrul Academiei Române - Filiala Iași (1970-1990), apoi la Institutul de Arheologie din Iași (1990-1992). În anul 1992 a fondat Centrul de Istorie și Civilizație Europeană al Academiei Române – Filiala Iași, unde a lucrat ca cercetător științific și apoi ca director (din 2002). A obținut titlul de cercetător științific principal I (1999). În paralel cu activitatea științifică, predă pe postul de conferențiar universitar la Facultatea de Istorie-Filosofie-Geografie a Universității din Craiova (din 1999) 
Stela Cheptea este membră în mai multe organizații: Comisia de Istorie a Orașelor din România de pe lângă Academia Română, Comisia Regională a Monumentelor Nr. 1, Moldova, Comisia Națională a Monumentelor a Ministerului Culturii și Cultelor, Liga „Mareșal Ion Antonescu” (1990-2003). De asemenea, face parte din colegiile de redacție ale revistelor Europa XXI (Iași) și Historia Urbana (Sibiu), publicații ale Academiei Române.
Activitatea sa a fost distinsă cu mai multe premii:
- Premiul N. Bălcescu al Academiei Române (1984) - pentru volumul Orașul medieval Baia în secolele XIV-XVII. Cercetările arheologice din anii 1977-1980, vol. II (Ed. Junimea, Iași, 1984), realizat în colaborare cu Eugenia Neamțu și Vasile Neamțu
- Premiul Eudoxiu de Hurmuzaki al Academiei Române (1994) - pentru volumul Inscripții ebraice, fascicula 1, colecția „Inscripții medievale și din epoca modernă a României. Orașul Iași” (Centrul de Istorie și Civilizație Europeană, Iași, 1994), realizat în colaborare cu I. Kara
- Premiul „Radu Popa” al Ministerului Culturii și Cultelor (2002)
- Premiul internațional „Lucian Roșu” (2000)

De asemenea, a fost decorată în anul 2004 cu Ordinul Meritul Cultural în grad de Cavaler, Categoria H - „Cercetarea științifică” „pentru semnificativele descoperiri și cercetări științifice, care au îmbogățit patrimoniul cultural național și au contribuit la o mai bună cunoaștere a acestuia pe plan intern și internațional”.

## Cercetări arheologice
Stela Cheptea a efectuat cercetări arheologice la Iași, Baia, Hârlău, Cotnari etc.
În anul 2001 a coordonat cercetările arheologice de la Curtea Domnească din Hârlău. Săpăturile arheologice efectuate la Biserica „Sf. Gheorghe” din Hârlău în anul 2001 au dus la descoperirea sub naosul actualei biserici a fundațiilor și ruinelor a două biserici mai vechi: una din a doua jumătate a veacului al XIV-lea și a doua construită, probabil, în timpul lui Alexandru cel Bun (1400-1432).
În iunie 2007 Stela Cheptea a supravegheat deshumarea osemintelor mitropolitului Varlaam Moțoc al Moldovei din mormântul de la Mănăstirea Secu.
În 2007 a condus cercetările arheologice din zona Halei Centrale din Iași, unde s-au descoperit ruine ale unor imobile cu prilejul construirii unui pasaj pietonal subteran. Cel mai vechi imobil descoperit acolo datează din secolul al XVII-lea.
Începând din 2008, după începerea lucrărilor de consolidare și restaurare a Palatului Culturii, a condus echipa de arheologi care a efectuat săpături în zona fostei curți domnești. În august 2010 a anunțat că a descoperit, pe locul unde se construia complexul Palas, fundațiile a 28 de locuințe vechi, dintre care trei locuințe din secolul al XV-lea, patru din secolul al XVI-lea și vreo douăzeci din secolul al XVIII-lea.
În martie 2011, în zona aripii de est a Palatului Culturii, s-a descoperit o necropolă ce datează din secolul al XIV-lea, fiind anterioară construirii Curții domnești de către Alexandru cel Bun (1400-1432). Numărul celor înmormântați aici, mai mare de 10, dovedește că necropola a funcționat mai mult timp, iar orientarea mormintelor pe axa Est-Vest a condus la concluzia că morții erau creștini. „Nu am găsit material numismatic sau ceramică, prin intermediul cărora pot fi datate mormintele, nici urme de mortar, deci necropola este anterioară oricărei zidării”, a precizat Stela Cheptea.

## Publicații (selecție)
- Orașul medieval Baia în secolele XIV-XVII. Cercetările arheologice din anii 1967-1976, vol. I (Ed. Junimea, Iași, 1980), 288 p. - în colaborare cu Eugenia Neamțu și Vasile Neamțu
- Orașul medieval Baia în secolele XIV-XVII. Cercetările arheologice din anii 1977-1980, vol. II (Ed. Junimea, Iași, 1984), 288 p. - în colaborare cu Eugenia Neamțu și Vasile Neamțu
- Inscripții ebraice (Centrul de Istorie și Civilizație Europeană, Iași, 1994), XXIV + 137 p. - în colaborare cu I. Kara
- Un oraș medieval. Hârlău (Ed. Dosoftei, Iași, 2000), 291 p. - teză de doctorat
- Biserica „Sfântul Gheorghe” și Curtea Domnească Hârlău (Ed. Golia, Iași, 2004), 95 p.